# Morse Glacier
Morse Glacier är en glaciär i Antarktis. Den ligger i Östantarktis. Australien gör anspråk på området.
Terrängen runt Morse Glacier är huvudsakligen kuperad, men den allra närmaste omgivningen är platt. Havet är nära Morse Glacier åt nordväst. Trakten är obefolkad. Det finns inga samhällen i närheten.